# Villa Mon Repos (Tallinn)
Pour les articles homonymes, voir Mon Repos.
La Villa Mon Repos  est située sur le front de mer du parc du château de Kadriorg à Tallinn en Estonie.

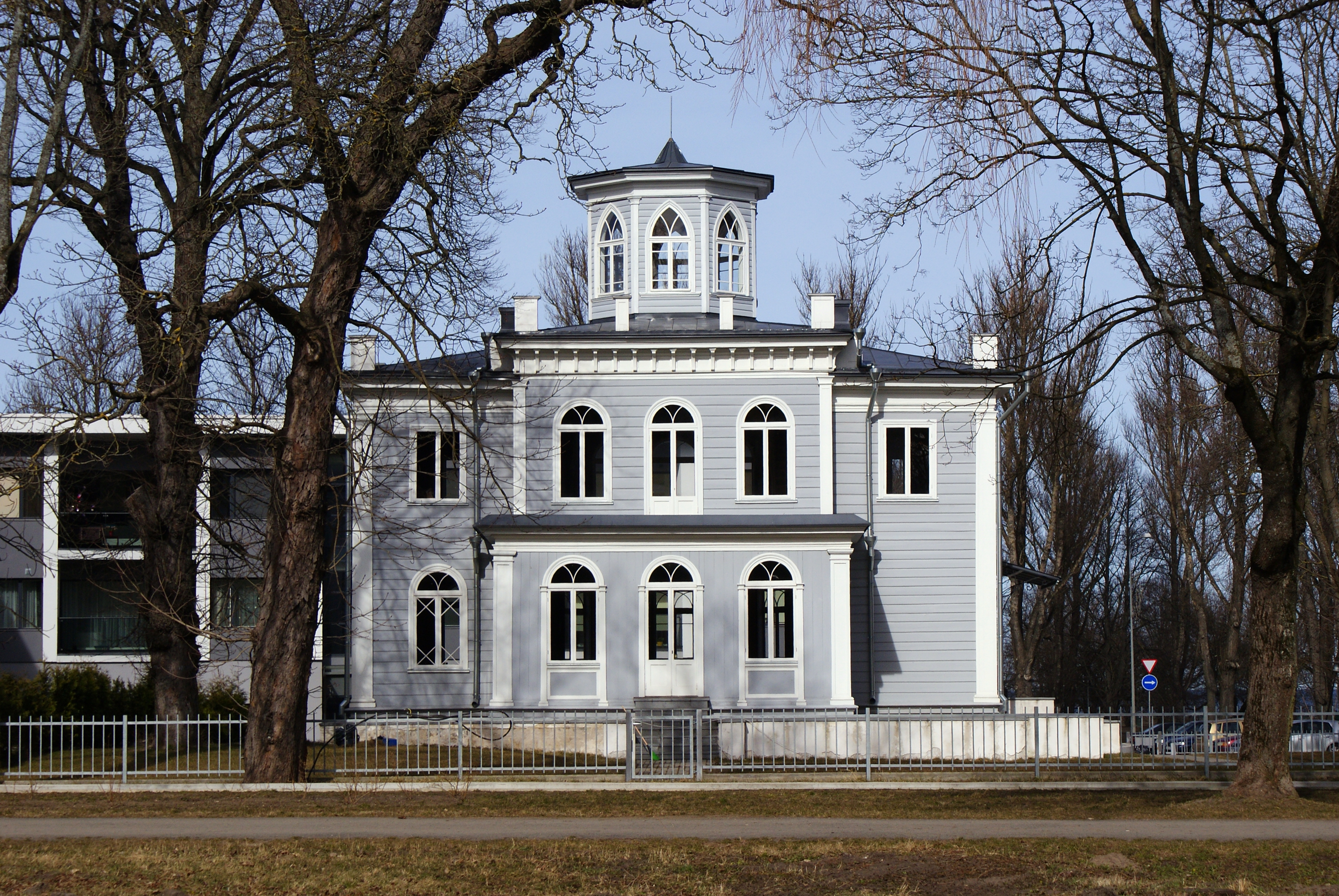
La villa en 2014.

## Présentation
Ce bâtiment historique de deux étages est construit dans une zone qui, dans la seconde moitié du XIXème siècle, devient réputée pour ses villas d'été. 
Le bâtiment en bois a une tour symétrique. 
Bien que la façade de la villa soit de style palladien, elle présente également des éléments néo-renaissance et néo-gothiques. 
Les terrasses, les balcons, les grandes vérandas et les portes-fenêtres sont à l'image de la légèreté caractéristique d'une station balnéaire des années 1920.